# Presidente del Consiglio dei ministri della Repubblica di Polonia
Il presidente del Consiglio dei ministri (in polacco Prezes Rady Ministrów), colloquialmente indicato come "premier", è il capo del governo della Polonia e presiede il Consiglio dei ministri. 
Secondo le disposizioni della Costituzione, il presidente della Repubblica nomina il presidente del Consiglio e i ministri che quest'ultimo propone e, quattordici giorni dopo la sua nomina, il premier nominato deve presentare un programma che delinei l'agenda del governo al Sejm, il quale lo approva o respinge tramite un voto di fiducia